# Escuts i banderes de l'Alacantí
Els escuts i banderes de l'Alacantí són el conjunt de símbols que representen els municipis d'aquesta comarca.
En aquest article s'hi inclouen els escuts i les banderes oficialitzats per la Generalitat Valenciana i els que se van aprovar per l'administració de l'Estat abans de les transferències a la Generalitat Valenciana, així com altres que no han estat oficialitzats.
Van ser oficialitzats o modificats per la Generalitat el escuts d'Aigües, el Campello, Sant Joan d'Alacant, la Torre de les Maçanes.
Van ser oficialitzats per l'Estat els escuts de Mutxamel, Sant Vicent del Raspeig.
No tenen l'escut ni la bandera oficialitzats els municipis d'Agost, Alacant, Busot i Xixona.

## Escuts oficials

Aigües Aprovat el 17 de juliol de 1989.
El Campello Aprovat el 30 de novembre de 1987.
Mutxamel Aprovat el 27 d'octubre de 1978.
Sant Joan d'Alacant Aprovat el 6 de juny de 1973.[5] Modificat el 24 de maig de 2005.
Sant Vicent del Raspeig Aprovat el 24 de febrer de 1970.
La Torre de les Maçanes Aprovat el 17 de març de 2003.

## Escuts sense oficialitzar

Agost
Alacant
Busot
Xixona

## Banderes oficials

Aigües Aprovada el 21 de febrer de 2011.

## Banderes sense oficialitzar

Agost
Alacant
Busot
El Campello
Sant Vicent del Raspeig
Xixona